# Prins Bertils stig

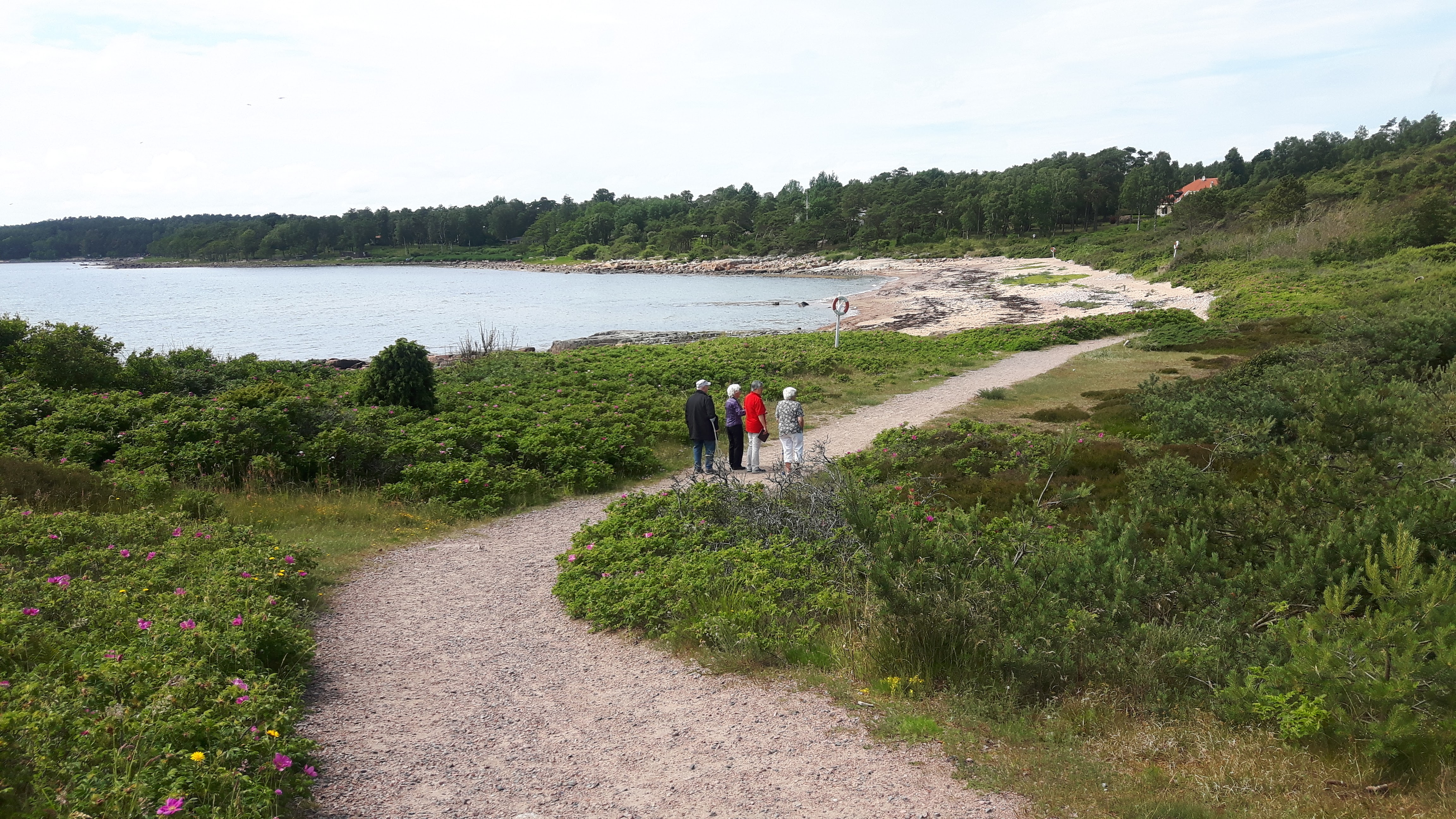
Prins Bertils stig vid Västra stranden

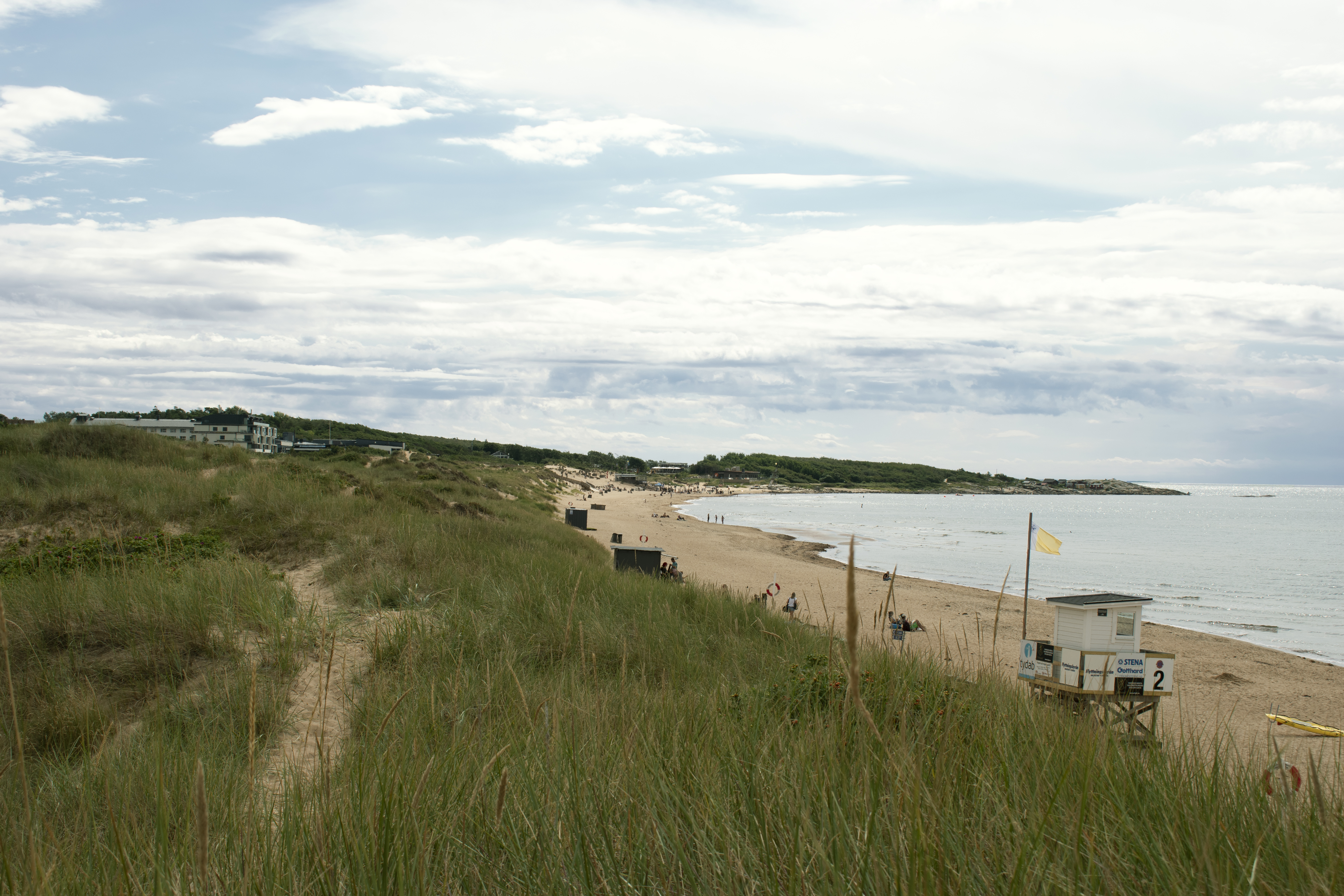
Stranden vid Tylösand, med Tyludden i bakgrunden

Prins Bertils stig är en iordningställd vandringsled i Halmstads kommun, som går från Halmstads slott över Tylösand till Möllegård. Den är 18 kilometer lång och går huvudsakligen nära kusten till Kattegatt.
Stigen är uppkallad efter prins Bertil, som hade ett sommarhus i Tylösand. Den anlades på initiativ av Halmstad kommuns parkmästare Ragnar Johansson och stod färdig 1998.

## Delsträckor och platser utefter leden
- Etapp Halmstad slott – Västra stranden
  - Halmstad slott
  - Dragvägen
  - Gamla lasarettet
  - Kronobränneriet
  - Villa Riverside
  - Marinstugan
  - Lotskolonien
  - Halmstads segelsällskap
  - Västra strandens reningsverk
- Etapp Västra stranden – Grötvik
  - Västra stranden
  - Alets naturreservat
  - Civila flygfältet
  - Simstadion Brottet
  - Örnäsudden
  - Stranden Vita Bandet
  - Långenäsudden

- Etapp Grötvik – Tylösand
  - Grötvik/Stenhuggeriet
  - Räddningsstation Grötvik
  - Bastaskär
  - Svärjarehålan/Svärjareberget
  - Rhododendronparken
  - Tjuvahålan
  - Sankt Olofs kapell
  - Tylön
  - Tylöns fyrplats
- Etapp Tylösand – Möllegård
  - Tylösand
  - Hotell Tylösand
  - Tylöbäck
  - Norra banan
  - Nyrebäcken
  - Möllegårds kvarn
  - Möllegårds naturreservat

## Bildgalleri

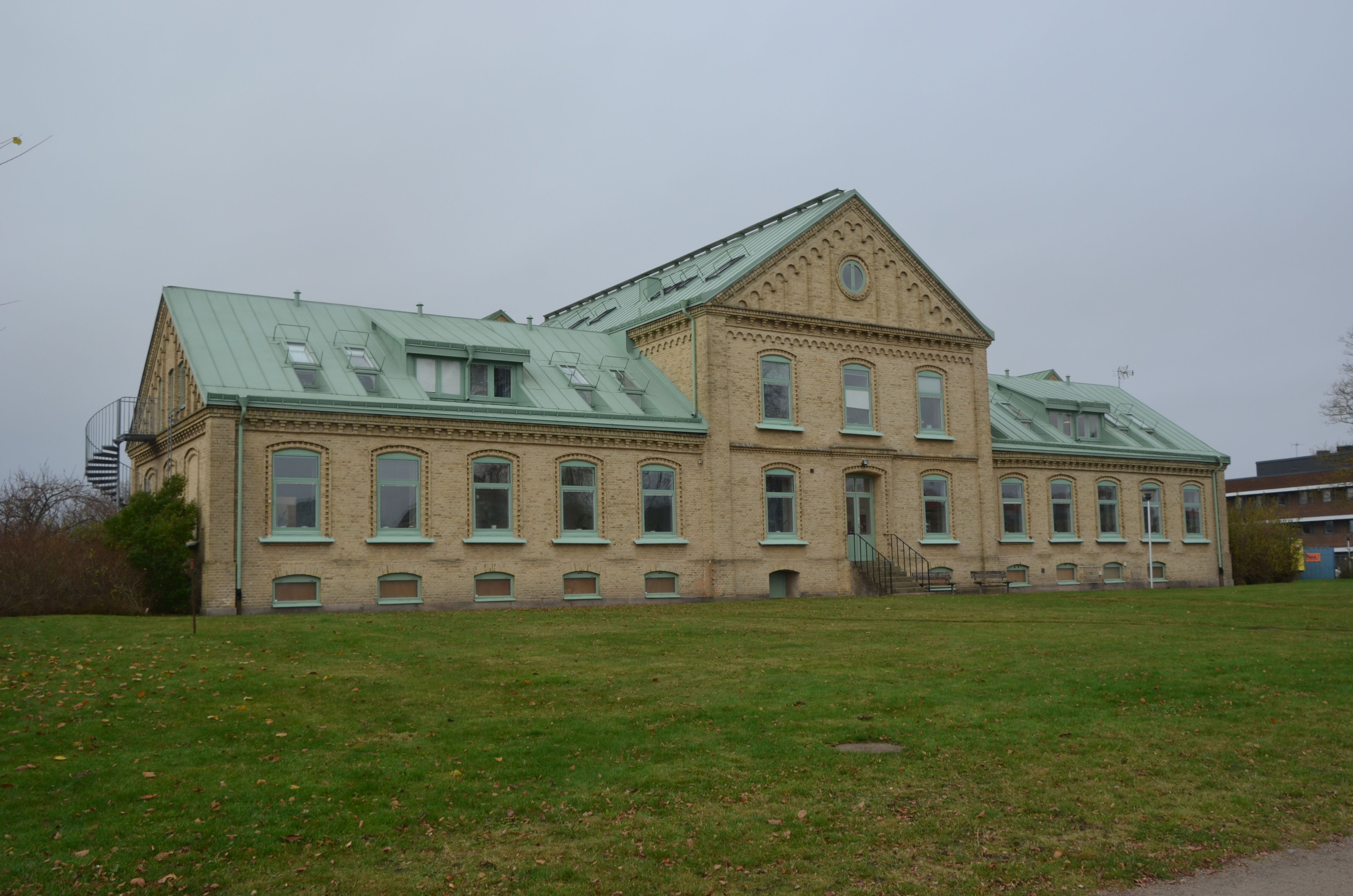
Gamla lasarettet, Halmstad
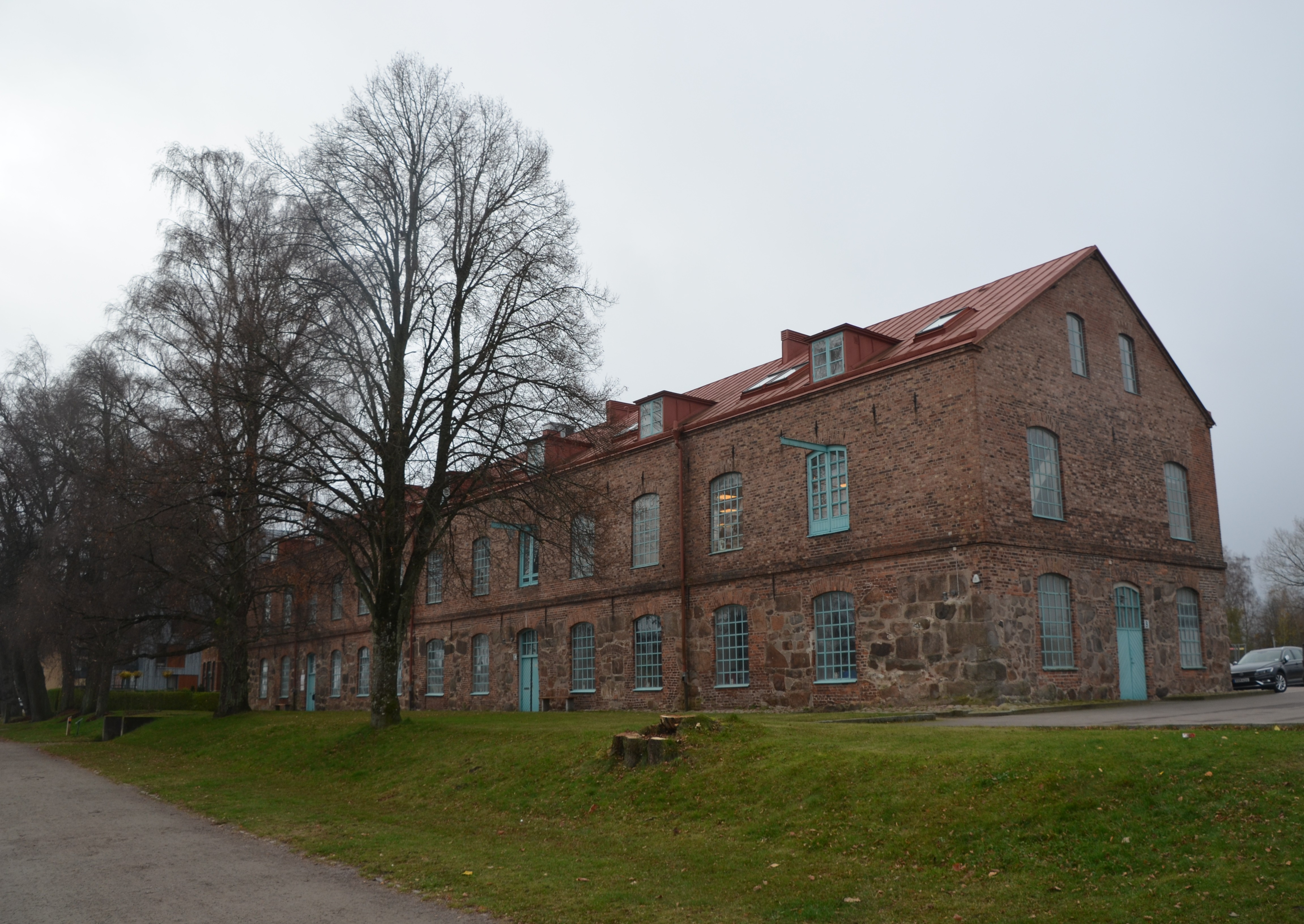
Kronobränneriet
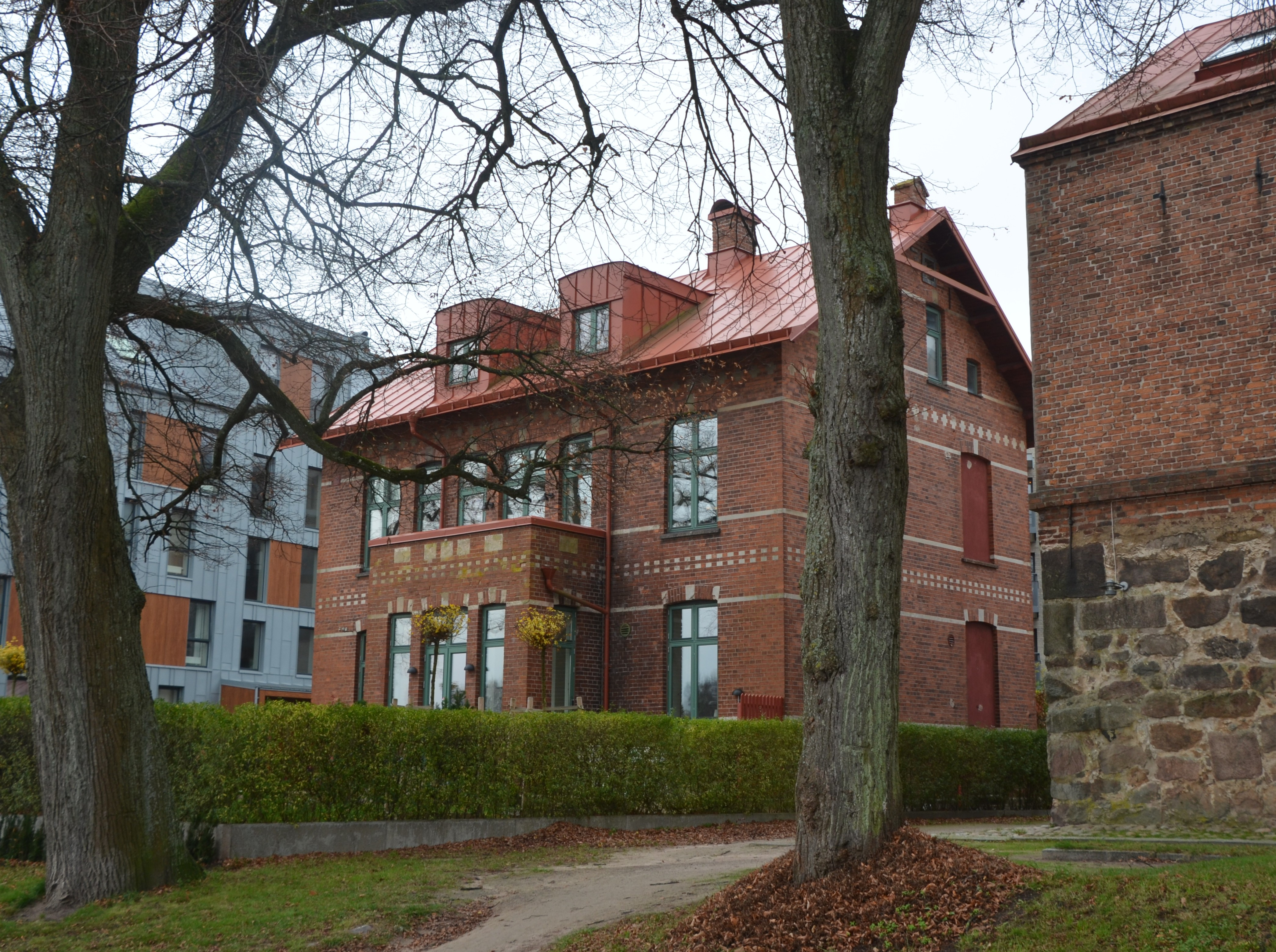
Villa Riverside
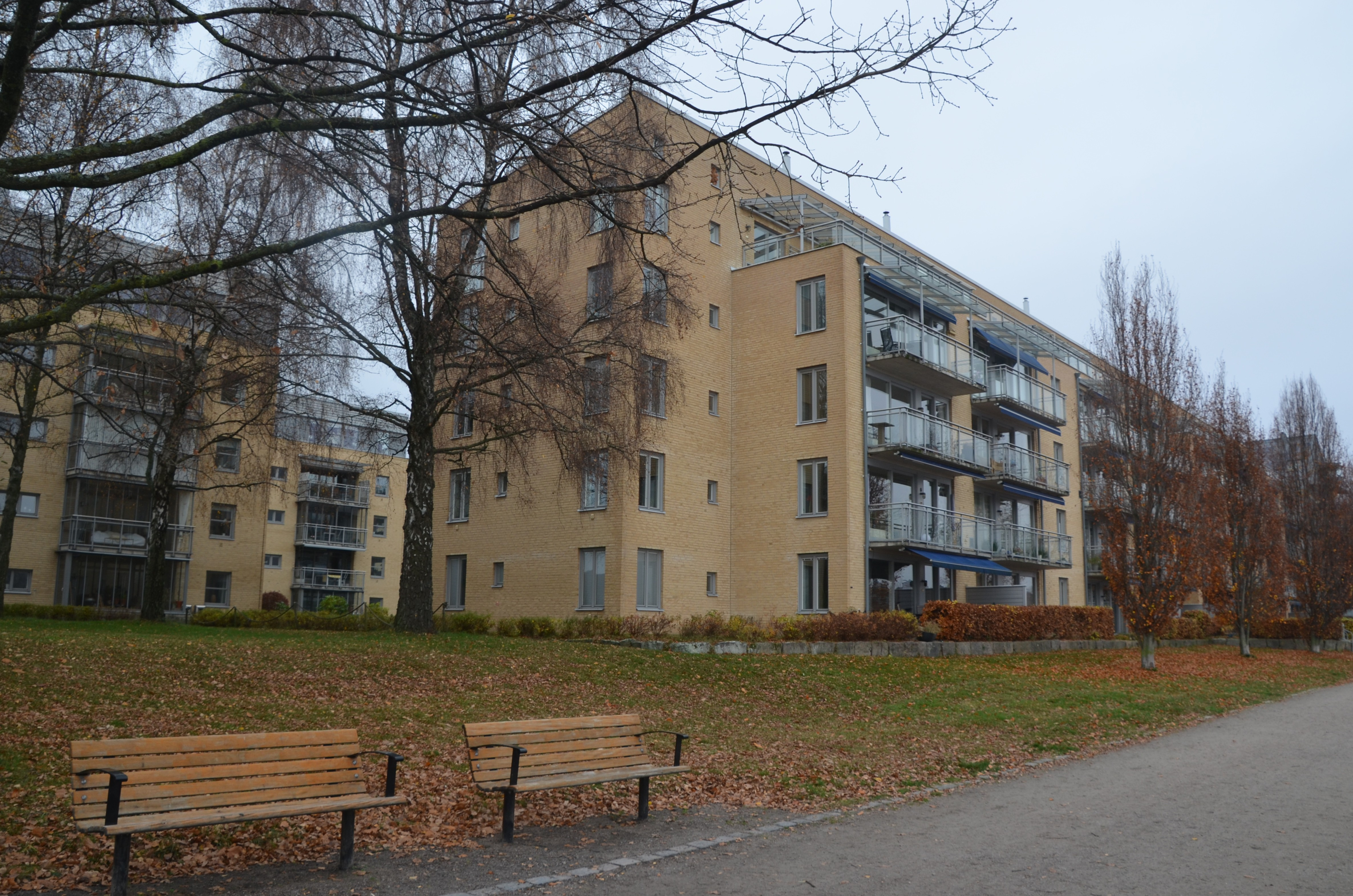
Bostadsrättsföreningen Lanternan, vilken ersatt Wallbergs Fabriks AB
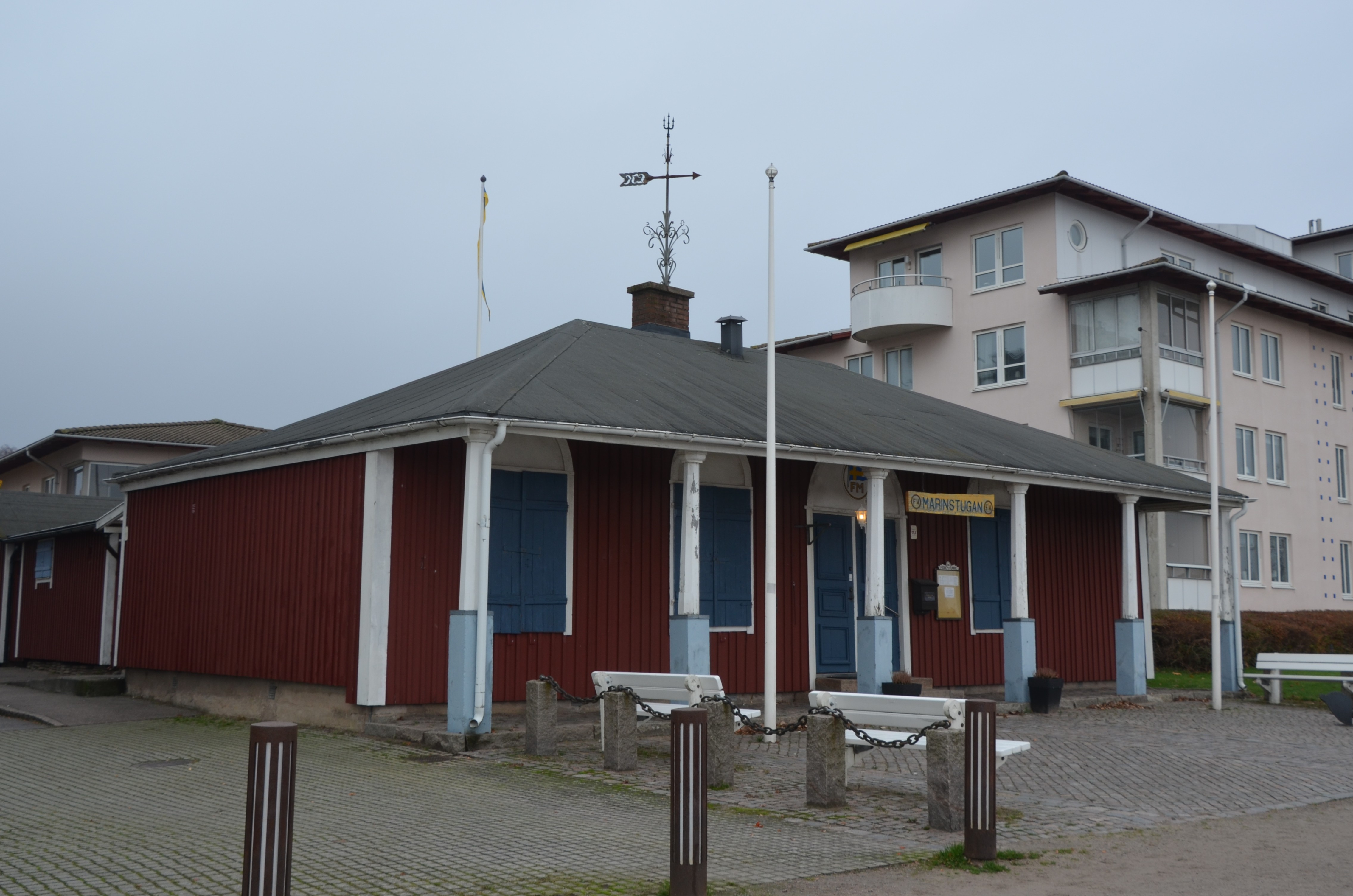
Marinstugan
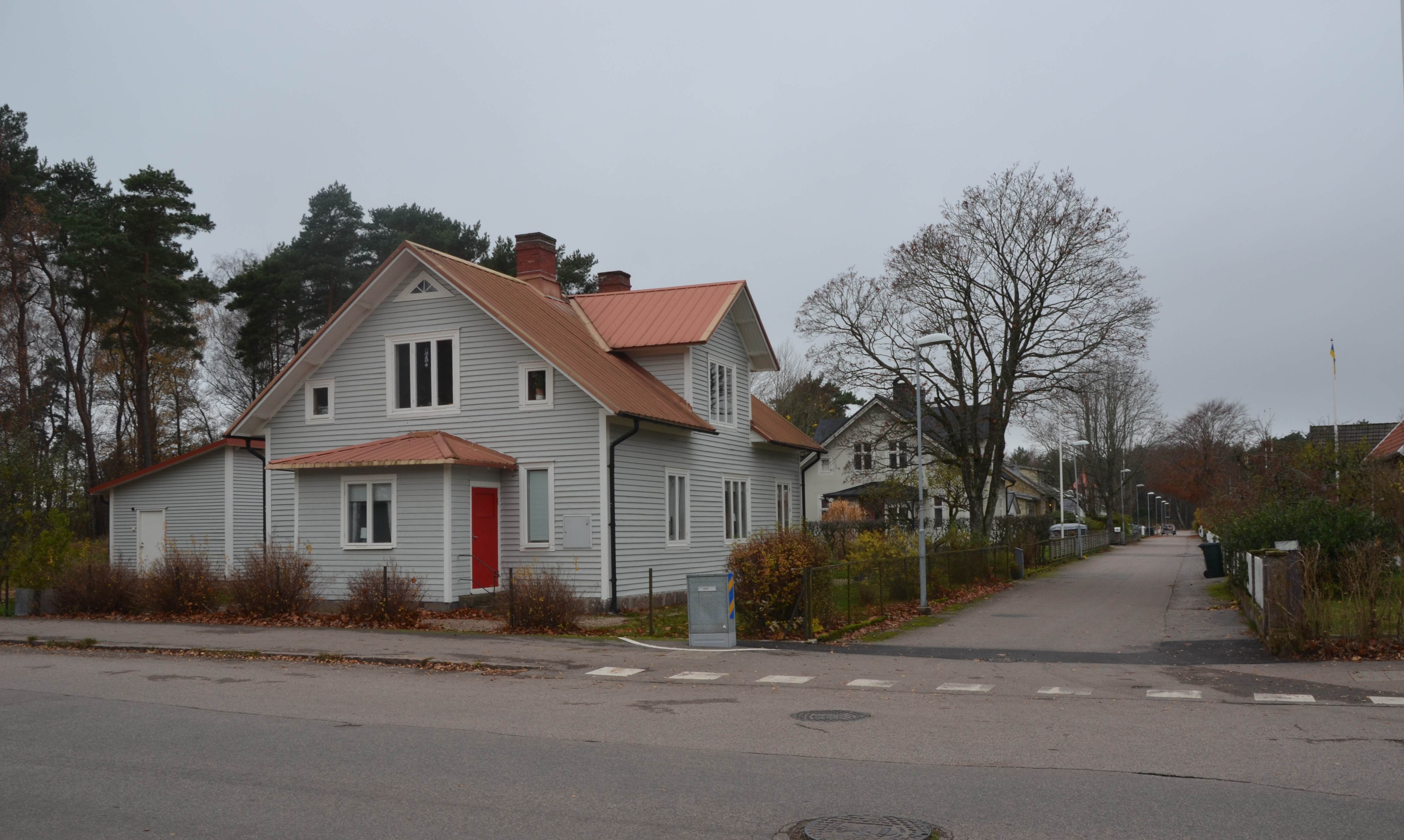
Lotsvägen, Lotskolonien
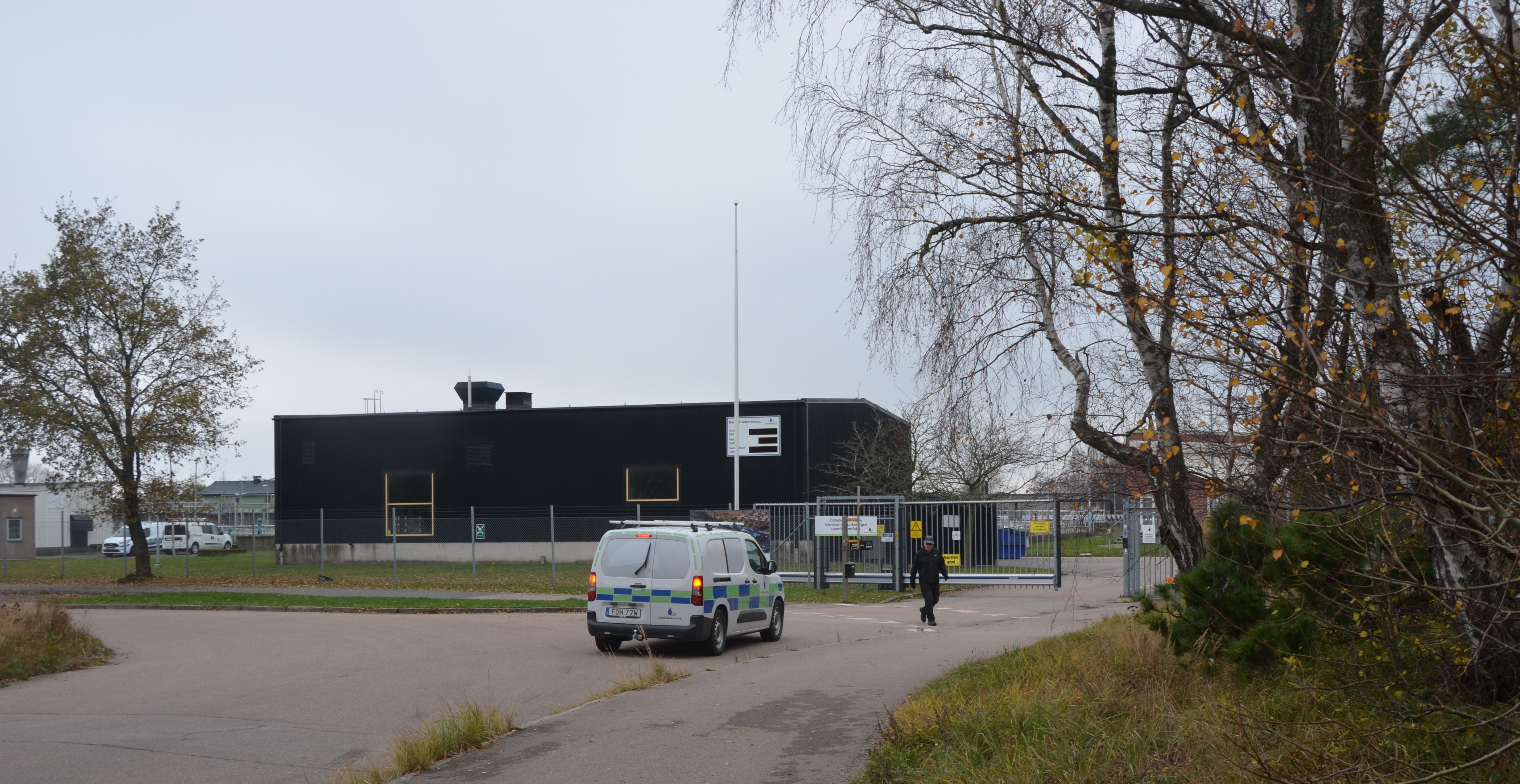
Västra strandens reningsverk
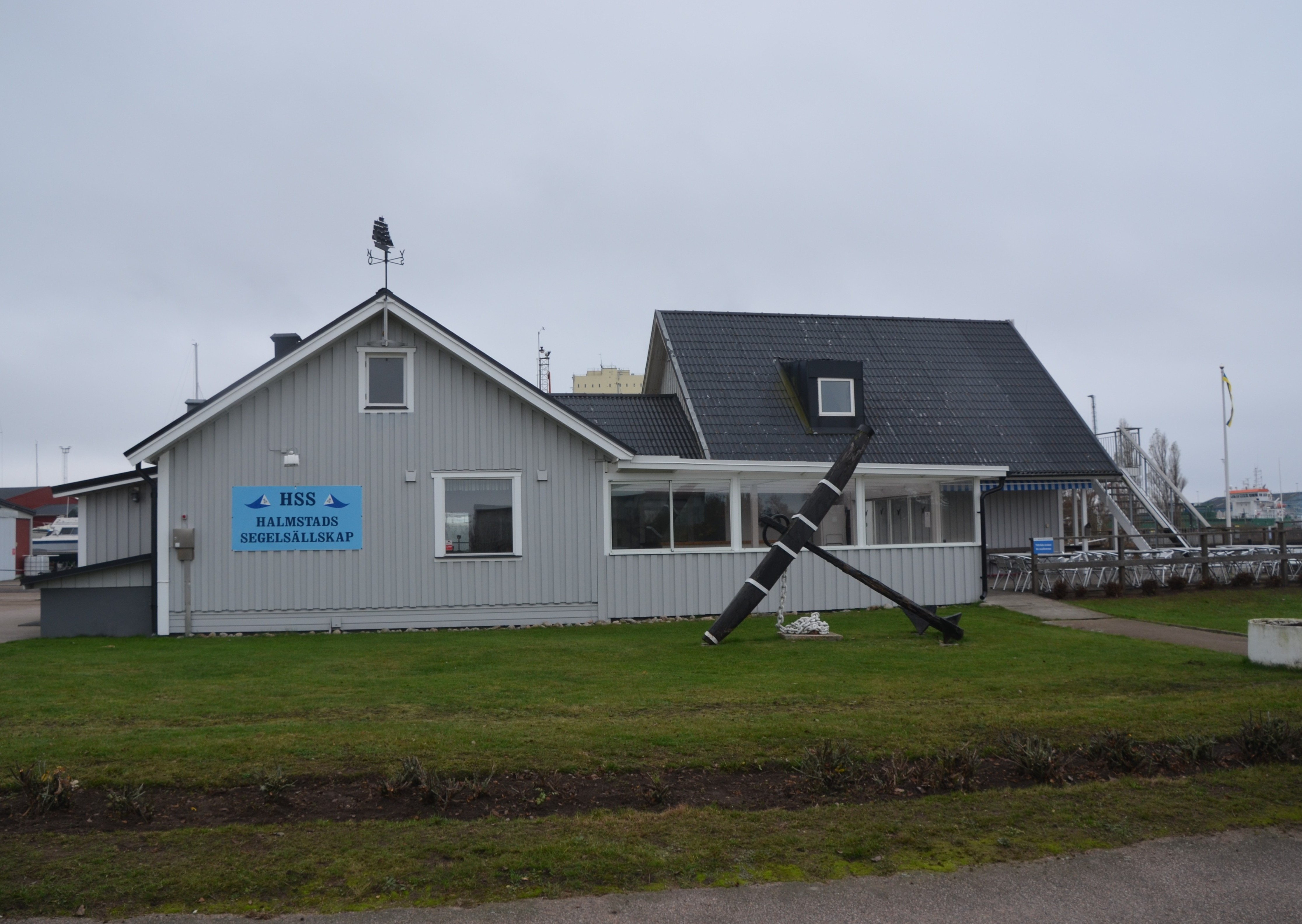
Halmstads segelsällskap
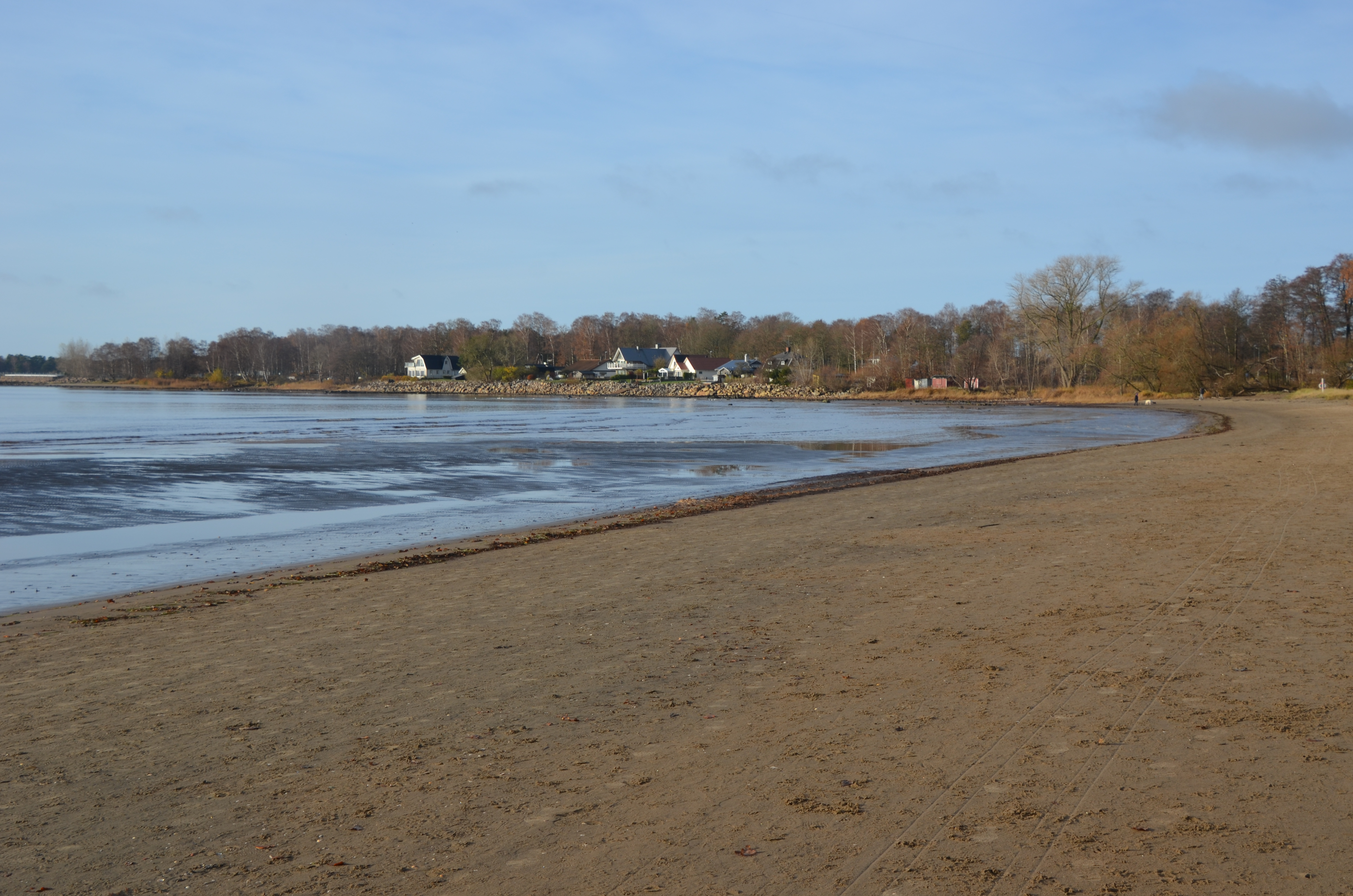
Västra stranden
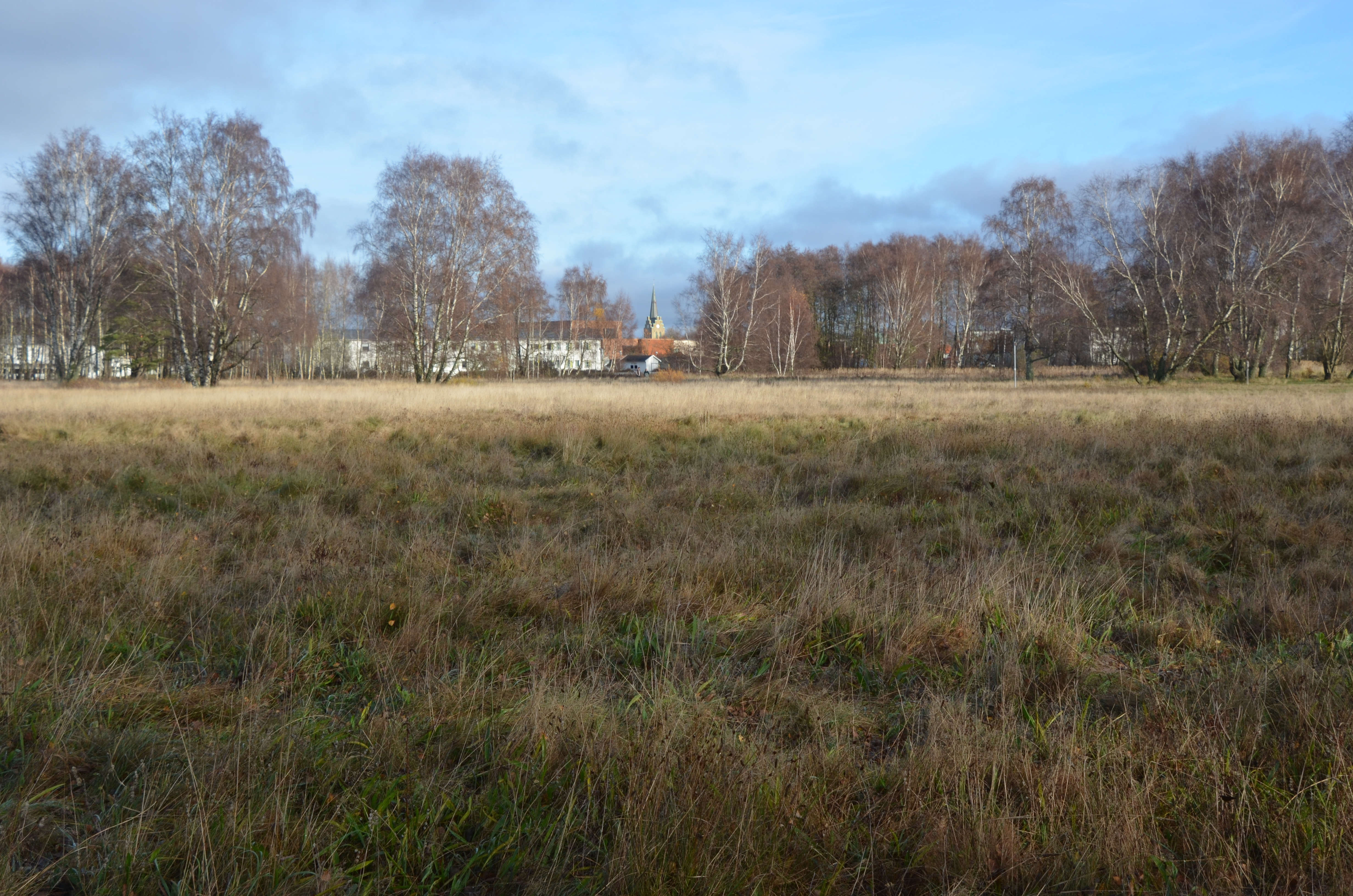
Civila flygfältet
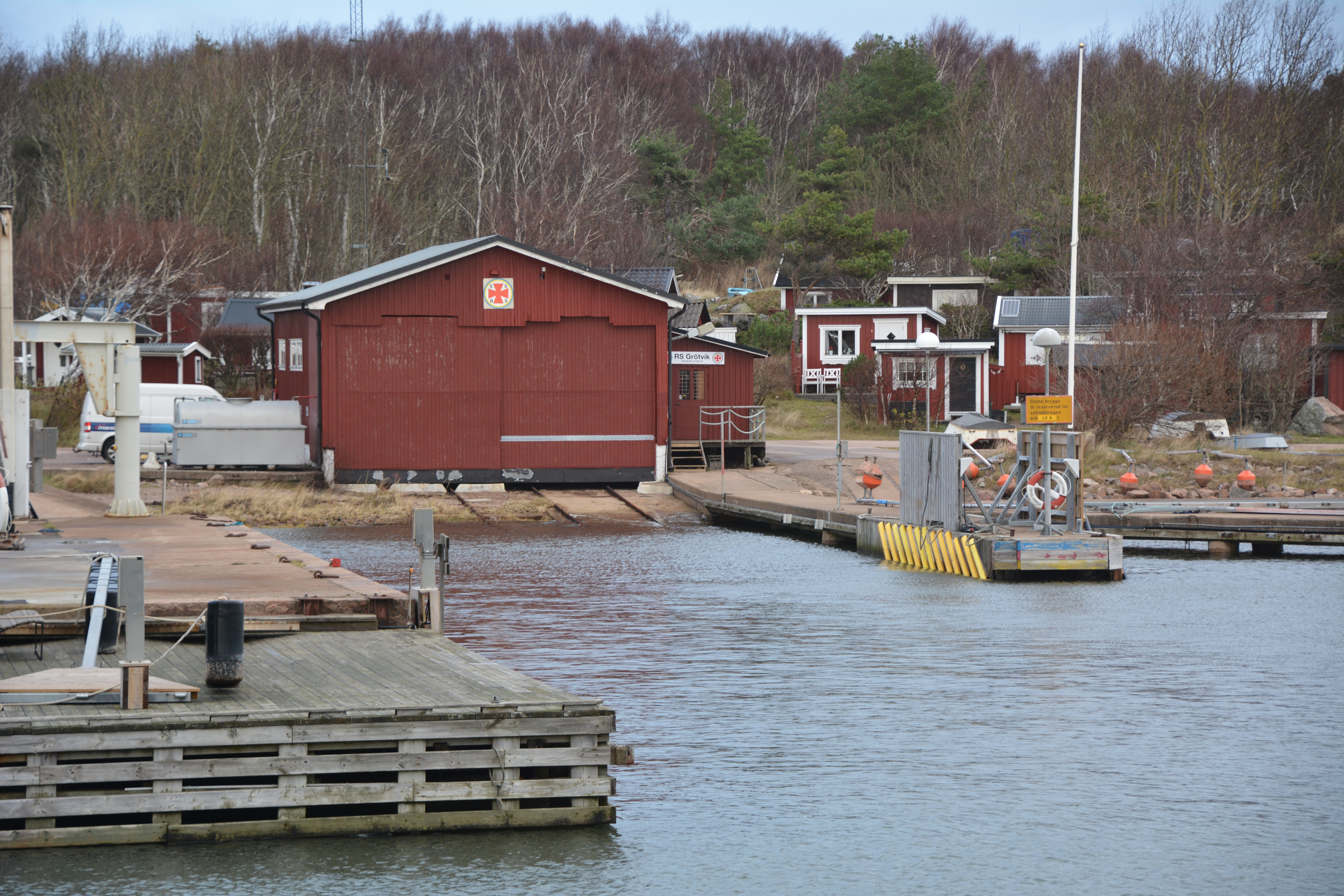
Räddningsstation Grötvik
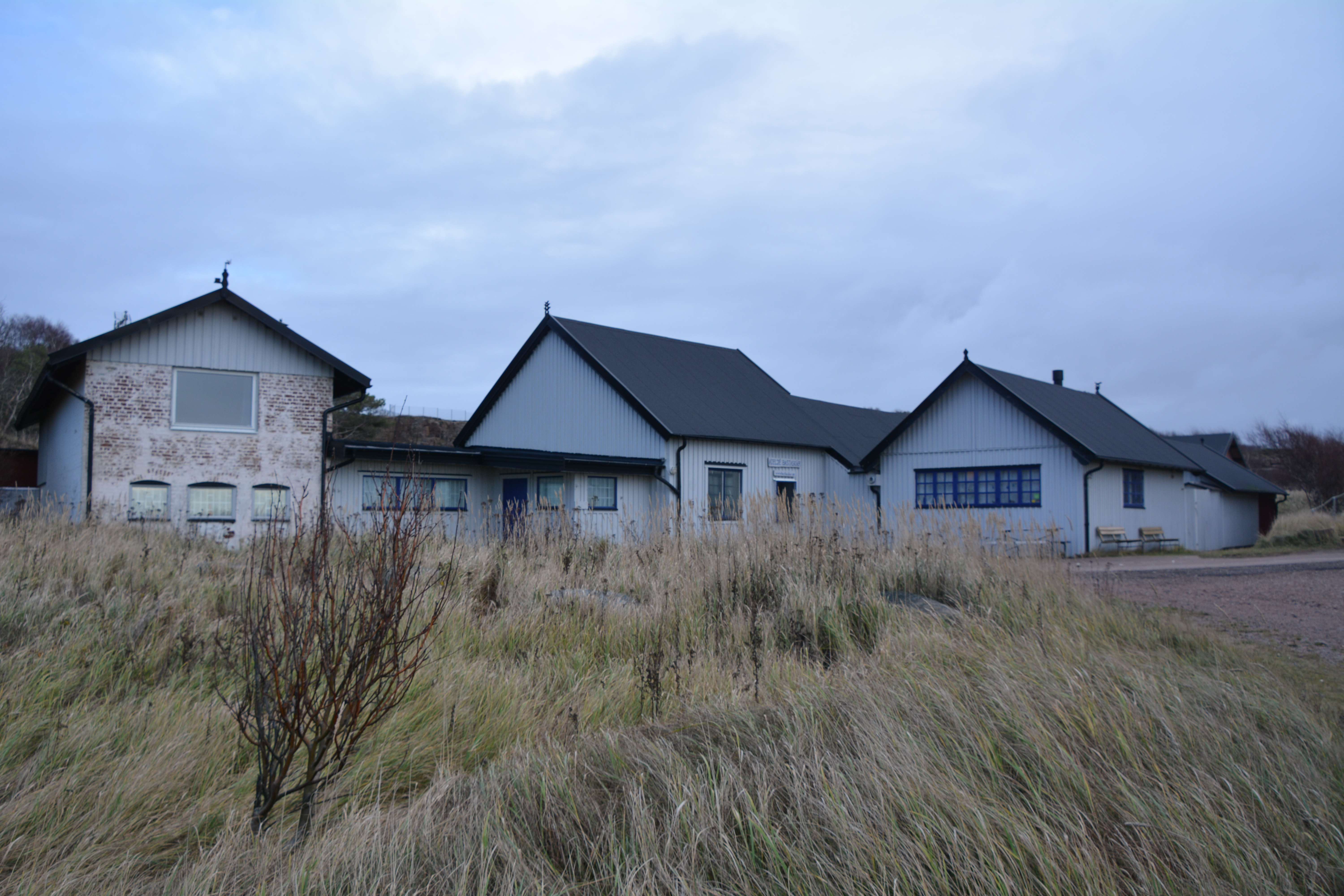
Bastaskär
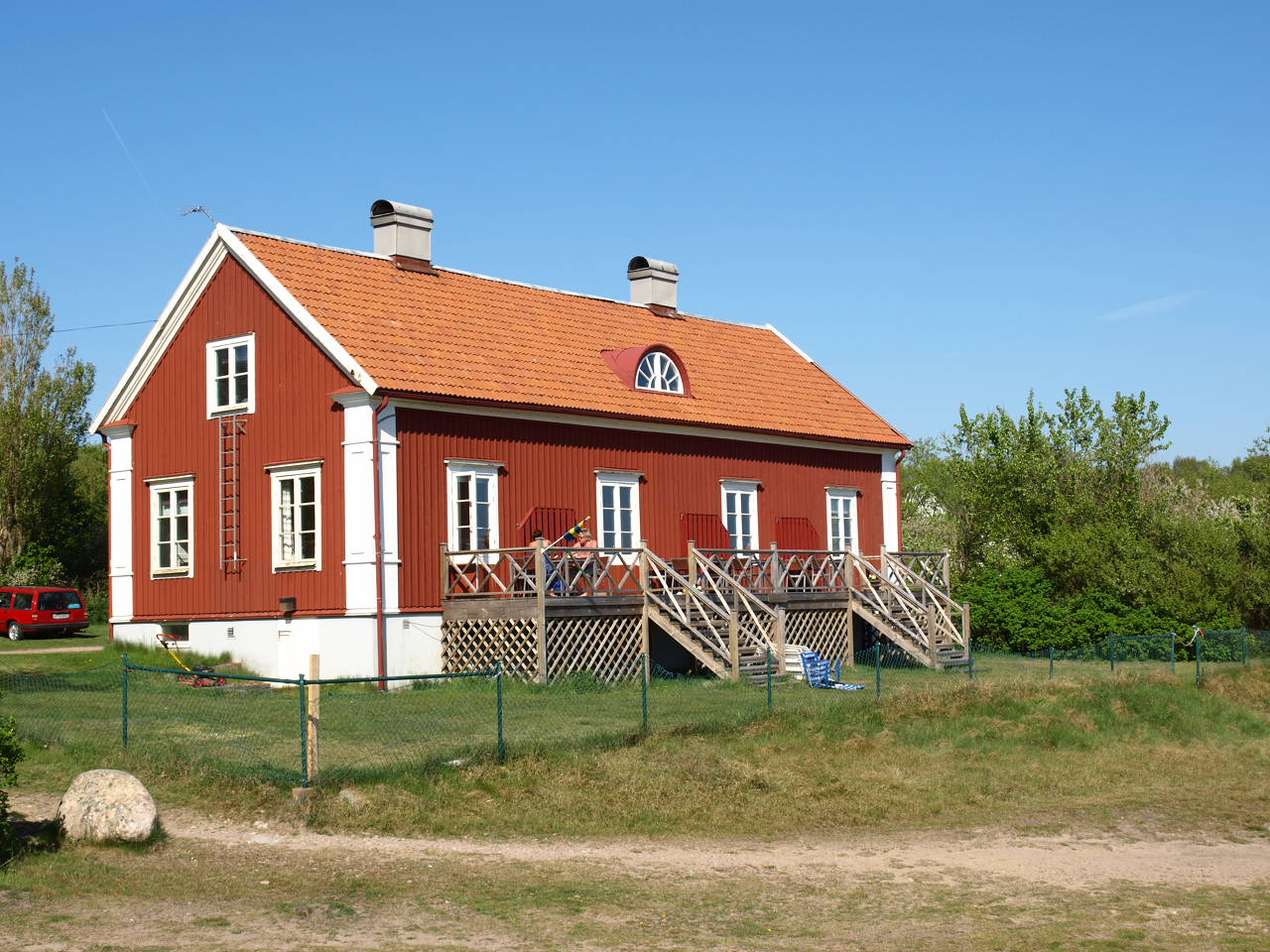
Tullstugan i TjuvahålanK
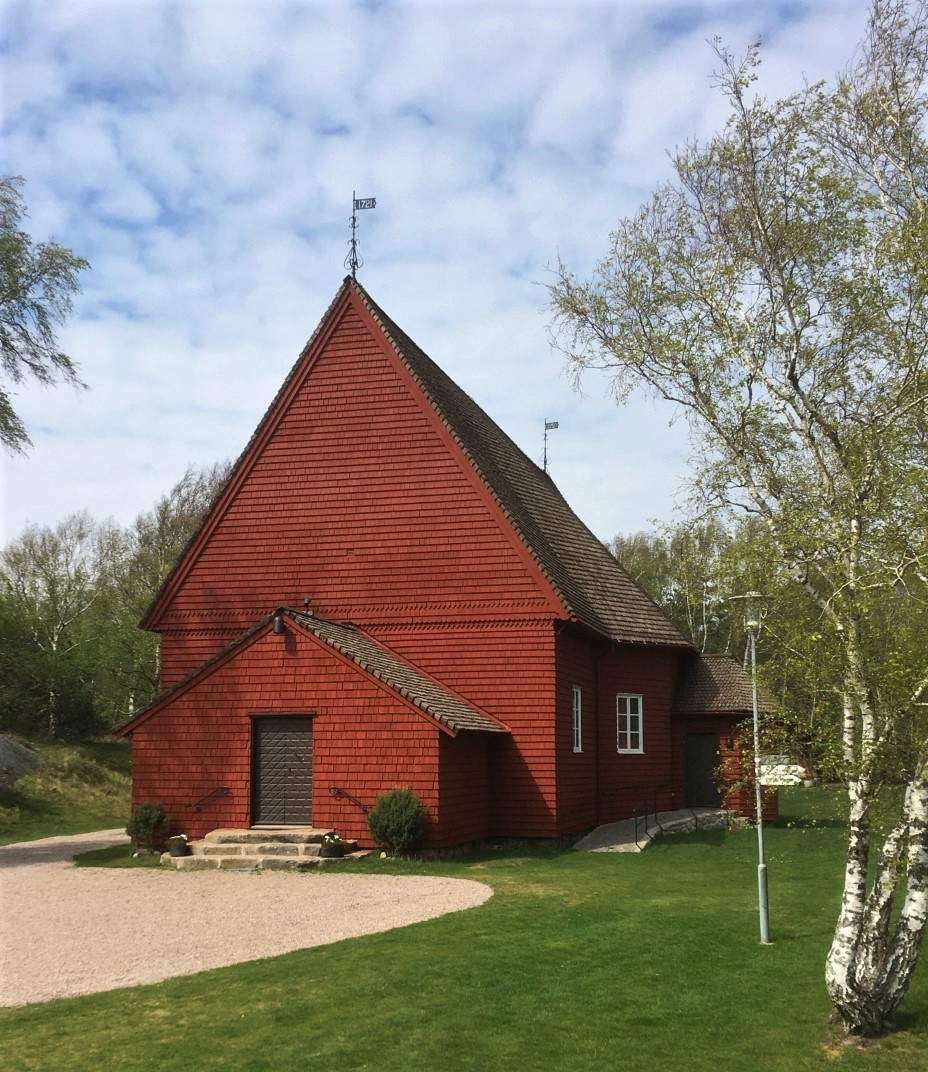
Sankt Olofs kapell
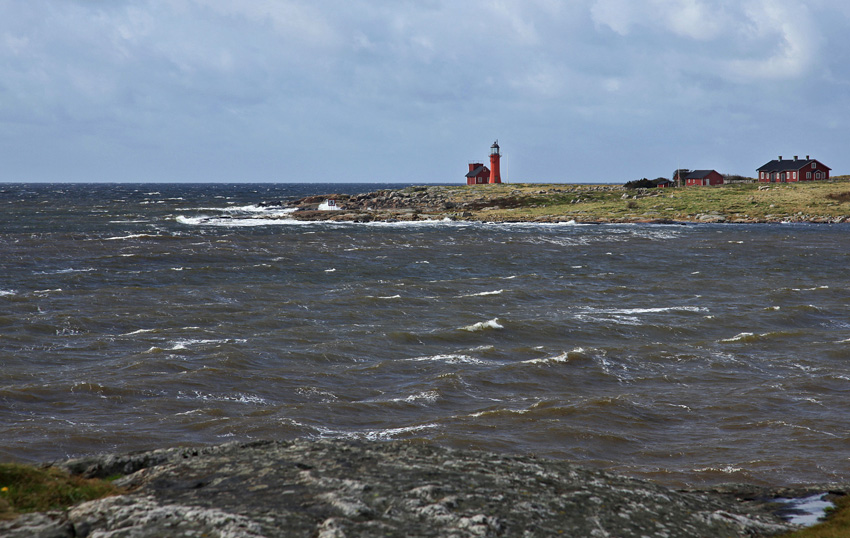
Tylön med Tylöns fyr
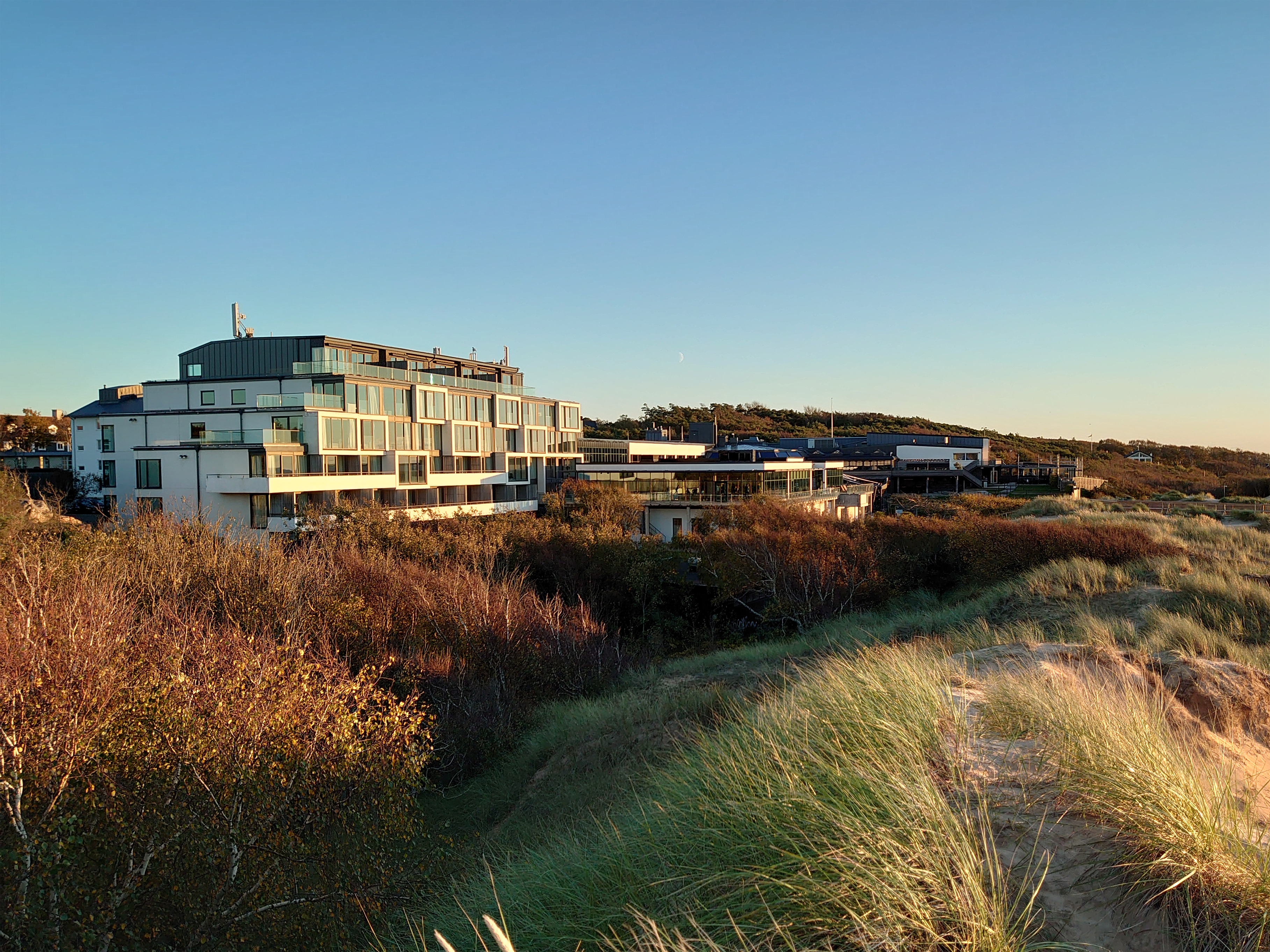
Hotell Tylösand
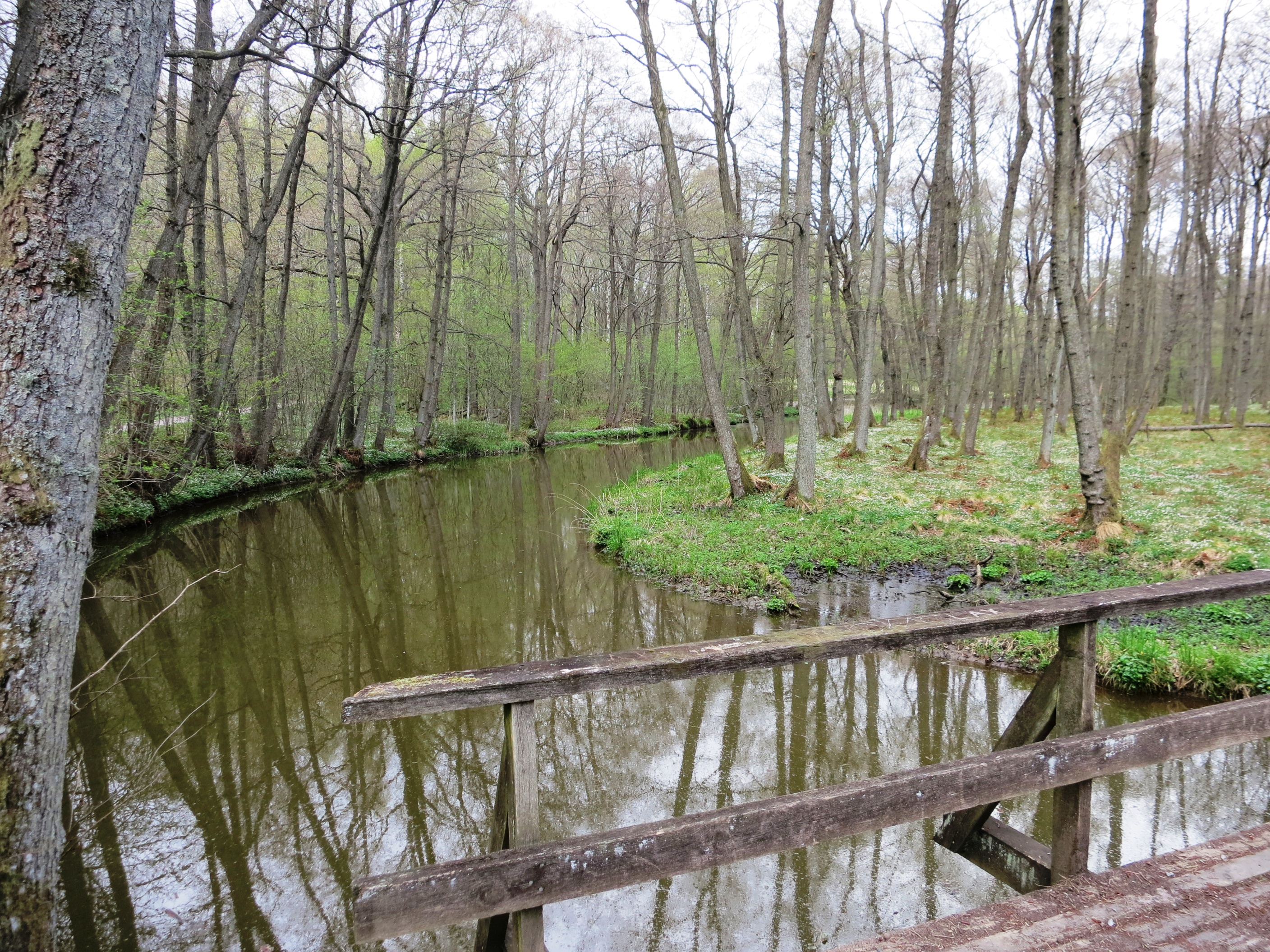
Möllegårds naturreservat